# Настич, Жаклин
Жаклин Ядвига Сара Настич (нем. Żaklin Nastić; род. 29 января 1980, Гдыня) — польско-немецкий политик. Бывший член Левой партии Германии, с 2023 года — член Союза Сары Вагенкнехт. Депутат Бундестага XIX и XX созывов (с 2017 года). 

## Биография
Жаклин Настич родилась 29 января 1980 года в городе Гдыне, Польша. Приехала в Гамбург из Польши в 1990 году и некоторое время проживала в приютах для беженцев в порту. В 2000 году окончила среднюю школу в Гамбурге, а затем стала изучать славистику.
Её семья имеет польские, немецкие, кашубские и еврейские корни. Настич, помимо немецкого, по-прежнему имеет польское гражданство. Живет в Гамбурге. Была замужем, но развелась в 2022 году. Воспитывает двоих детей.

## Политическая карьера
С 2008 по 2023 год Настич была членом Левой партии. В 2011 году получила мандат окружного собрания Аймсбюттеля и работала в нём до 2017 года. С 2016 по 2018 год она была государственным представителем своей партии в Гамбурге.
На федеральных выборах 2017 года она получила 10,4% голосов в качестве прямого кандидата от федерального избирательного округа Гамбург-Аймсбюттель, став депутатом Бундестага XIX созыва. Работала членом Комитета по правам человека и гуманитарной помощи и представителем парламентской группы по политике в области прав человека. Входила в состав Комитета по внутренним делам и внутренним делам, Подкомитета Организации Объединенных Наций, международных организаций и глобализации, также являлась заместителем председателя немецко-польской и немецко-юго-Восточной европейской парламентских групп.
С 2018 года Настич входит в федеральный исполнительный совет левых, а в октябре 2020 года снова была избрана государственным представителем партии Левые Гамбург.
В Парламенте Германии XX созыва вновь стала депутатом, а фракция левых назначила её представителем по правам человека. Кроме того, является главой Комитета обороны.

## Общественная позиция
Настич стала одним из соавторов заявления, в котором Соединенные Штаты возлагают на себя значительную ответственность за российское вторжение на Украину в 2022 году. Это подверглось резкой критике со стороны Грегора Гизи, однако позже был подписан „Манифест за мир“, инициированный Сахрой Вагенкнехт и Алисой Шварцер, который призвал к мирной демонстрации 25 февраля.

## Публикации
- За право человека на счастливое старение! В: Дитер Дем, Кристиан Петри (редакторы): Пенсия и уважение! Красная-красная книга для пожилых людей. Новый Берлин, Берлин 2020, ISBN 978-3-360-01361-3, стр. 69-76.
- Новый Берлин. Вид снизу на тех, кто наверху. Берлин 2023, ISBN 978-3-360-02756-6.